# Nikolaos Skufas (gmina)
Nikolaos Skufas (gr. Δήμος Νικολάου Σκουφά, Dimos Nikolau Skufa) – gmina w Grecji, w administracji zdecentralizowanej Epir-Macedonia Zachodnia, w regionie Epir, w jednostce regionalnej Arta. W 2011 roku liczyła 12 753 mieszkańców. Powstała 1 stycznia 2011 roku w wyniku połączenia dotychczasowych gmin: Peta, Arachtos i Komboti oraz wspólnoty Komeno. Siedzibą gminy jest Peta, a siedzibą historyczną jest Komeno.